# Hammarö
La commune de Hammarö est une commune suédoise du comté de Värmland. Environ 16650  personnes y vivent (2020). Son chef-lieu se situe à Skoghall.

## Localités principales
- Skoghall
- Vidöåsen